# Aposentadoria da Cassini

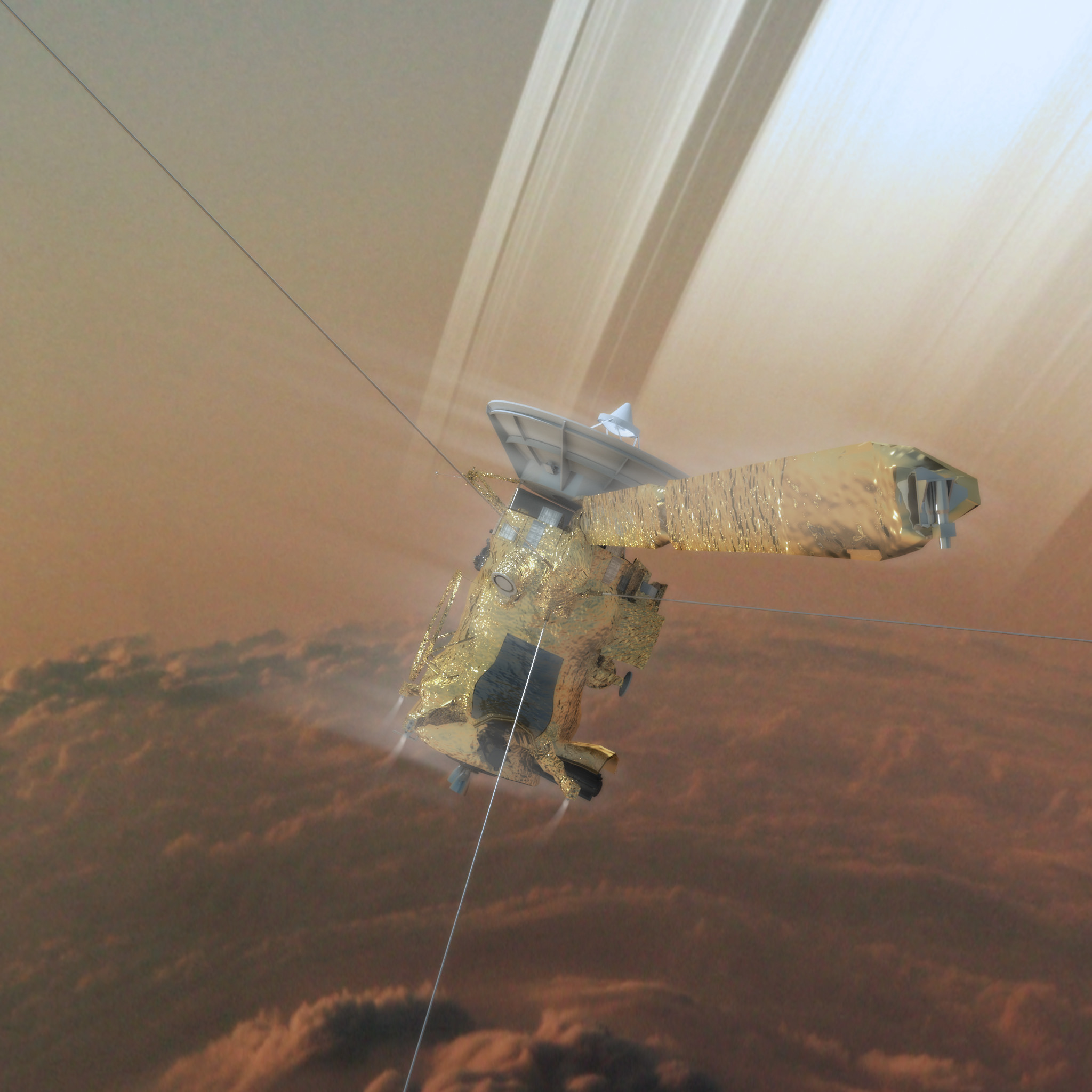
Visão artistica da entrada atmosférica controlada.

A sonda espacial Cassini foi deliberadamente destruída numa queda controlada contra a atmosfera de Saturno no dia 15 de setembro de 2017, terminando com sua missão de quase duas décadas. Esse método foi escolhido para evitar contaminação biológica de quaisquer luas de Saturno que possam ser ambientes potencialmente habitáveis. Os fatores que influenciaram o método escolhido para o final da missão envolvem a quantidade de combustível restante, a saúde da espaçonave e financiamento terrestre.
Algumas possibilidades para os estágios posteriores da Cassini envolveram uma aerofrenagem ao redor de Titã, deixar o sistema saturniano, ou fazer encontros próximos e/ou mudar sua órbita. Por exemplo, a nave poderia ter coletado dados sobre o vento solar em uma órbita heliocêntrica.

## Opções para o fim da missão
| Cor      | Significado |
| -------- | ----------- |
| Vermelho | Ruim        |
| Laranja  | Justo       |
| Amarelo  | Bom         |
| Verde    | Excelente   |

Durante o planejamento das missões estendidas, vários planos para a Cassini foram avaliados com base no valor científico, custo e tempo. Algumas opções examinaram a colisão com Saturno, um satélite gelado, ou seus anéis; outras foram a saída da órbita de Saturno para Júpiter, Urano, Netuno ou um Centauro. Outras opções envolveram deixá-la em certas órbitas estáveis ao redor de Saturno ou ir para uma órbita heliocêntrica. Cada plano envolvia uma certa quantidade de tempo e mudanças de velocidade. Outra possibilidade era fazer uma aerofrenagem em órbita ao redor de Titã.
Essa tabela é baseada na página 19 de Cassini Extended Missions (NASA), de 2008.
| Tipo                        | Opção                                 | Requerimentos de preparo                                                                                 | Tempo de execução                                                                                  | Operabilidade + certeza de EOL                                                                                     | Mudança de velocidade (Δv) necessária | Avaliação científica ca. 2008                                                                                        |
| --------------------------- | ------------------------------------- | --- | -------------------------------------------------------------------------------------------------- | --- | ------------------------------------- | --- |
| Impacto com ...             | Atmosfera de Saturno: órbitas curtas  | Inclinação alta conseguida por qualquer modelo XXM                                                       | Total de 2–10 meses                                                                                | Pouco tempo entre o último encontro e o impacto                                                                    | 05–30 m/s                             | Ter o anel-D como opção satisfaz os objetivos AO; barato e alcançado de forma fácil                                  |
| Impacto com ...             | Superfície de Saturno: órbitas longas | Necessária uma orientação e inclinação específica                                                        | 4–22 meses de preparação para preparar a órbita longa + 3 anos antes da órbita final               | 3 anos entre o último encontro e o impacto                                                                         | 05–35 m/s                             | O custo da operação preciso para 3 anos sem ciência poderia ser aplicado em outros lugares                           |
| Impacto com ...             | satélite gelado                       | Pode ser feito a partir de qualquer geometria                                                            | 0,5–3 meses no total                                                                               | Pouco tempo entre o último encontro e o impacto                                                                    | 05–15 m/s                             | Barato e pode ser feito a partir de qualquer lugar/hora                                                              |
| Impacto com ...             | anéis principais                      | Pode ser feito a partir de qualquer geometria                                                            | 0,5–3 meses no total                                                                               | Pouco tempo entre o último encontro e o impacto mas é difícil provar que a nave foi destruída                      | 05–15 m/s                             | Barato e realizável de qualquer lugar/hora; [é possível realizar] ciência próxima antes do impacto                   |
| Escapar para ...            | planeta gigante                       | Uma órbita com um período específico, orientação e inclinação necessárias + datas de partida específicas | 1,4–2,4 anos para escapar + um longo tempo de transferência: Júpiter 12, Urano 20 e Netuno 40 anos | O impacto planetário só pode ser garantido pouco após a partida para Júpiter                                       | 05–35 m/s                             | Improvável o estudo de algum planeta gigante                                                                         |
| Escapar para ...            | órbita heliocêntrica                  | Pode ser feito a partir de qualquer geometria                                                            | 9–18 meses para escapar, órbita solar aberta                                                       | O último encontro leva para o escape                                                                               | 05–30 m/s                             | Apenas o estudo do vento solar                                                                                       |
| Escapar para ...            | Centauro                              | Um objeto grande como alvo permite uma grande variedade de partidas                                      | 1–2 anos para escape + 3+ anos de transferência                                                    | O último encontro leva para o escape; precisa manter as equipes por 3+ anos para a realização científica do objeto | 05–30 m/s                             | Um prazo de duração tão longo junto do financiamento parece melhor investido no ambiente saturniano com tantos alvos |
| Órbita estável ao redor ... | Titã                                  | Necessária uma orientação e período orbital específica                                                   | 13–24 meses + um tempo ilimitado numa órbita estável                                               | 200 dias entre o último encontro e órbita final                                                                    | 050 m/s                               | O estudo da magnetosfera e de Saturno é limitado por um longo período de tempo                                       |
| Órbita estável ao redor ... | Phoebe                                | Necessária uma orientação e período orbital em específico                                                | 8+ anos + um período ilimitado numa órbita estável                                                 | Vários meses entre o último encontro e órbita final                                                                | 0120 m/s                              | Estudo do vento solar; raras passagens pela magneto-cauda                                                            |

## Entrada atmosférica e destruição

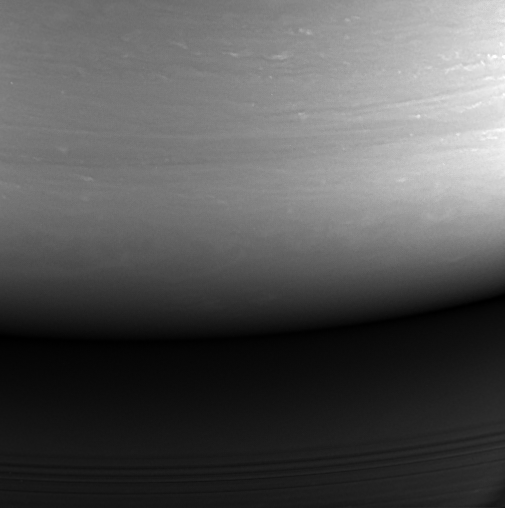
Última imagem feita pela Cassini, as 19:59 UTC (14 de setembro de 2017).

No dia 4 de julho de 2014, a equipe científica da Cassini anunciou que as próximas órbitas da sonda seriam chamadas de "Grand Finale". Isso seria imediatamente precedido por uma mudança gradual na inclinação para observar melhor o hexágono de Saturno e sobrevoar Encélado com o objetivo de estudar melhor o seu criovulcanismo. Isso foi seguido por um mergulho na atmosfera de Saturno.
Foram usados oito de seus doze instrumentos científicos para a coleta de dados. Todos os instrumentos para o estudo da magnetosfera, da ciência do plasma, o sistema de ciência por rádio e seus espectrômetros de infravermelho e ultravioleta coletaram dados durante o mergulho final. A taxa de dados a partir de Saturno não permitiam a realização de fotografias durante o mergulho final, então todas as imagens foram baixadas (enviadas à Terra) e as câmeras foram desligadas antes do mergulho começar. A altitude prevista para a perda de sinal foi de aproximadamente 1,500 km acima do topo das nuvens de Saturno, quando a nave começou a tombar e queimar feito um meteoro.
As transmissões finais da Cassini foram recebidas pelo Complexo de Comunicação Espacial de Camberra, Austrália, as 18:55:46 AEST. Num final melancólico para os cientistas envolvidos, alguns que estiveram envolvidos com a missão por décadas, foi recebido dados por 30 segundos além do anticipado, com a destruição final da nave sendo prevista como tendo ocorrido após 45 segundos. Foram realizadas homensagens nas redes sociais. O vídeo da NASA ganhou um Emmy por "Outstanding Original Interactive Program".

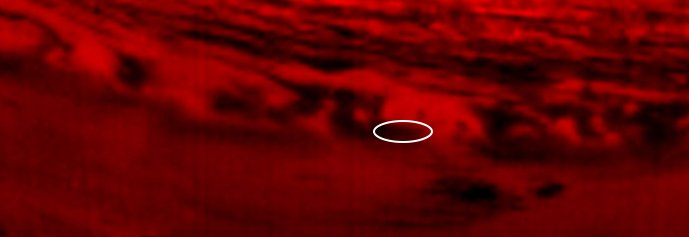
Local de impacto da Cassini em Saturno (feito pelo espectrômetro visual/IF de mapeamento; 15 de setembro de 2017)